# Dominion (Star Trek)
Het Dominion is een fictief rijk in het Gammakwadrant van het Star Trekuniversum. Zij kwamen voor in de serie Star Trek: Deep Space Nine vanaf het tweede seizoen. In de laatste twee seizoenen van deze serie speelde het Dominion de hoofdrol tijdens de Dominionoorlog.
Het Dominion bestaat uit diverse rassen, waarvan de belangrijkste zijn:
- Founders, niet vormvaste wezens die de stichters van de Dominion waren
- Vorta die als diplomaten fungeren
- Jem'Hadar die de soldaten van het Dominion vormen

De Founders stichtten het Dominion ruim 10.000 jaar geleden voornamelijk om zichzelf te beschermen tegen de Solids, hun term voor de vormvaste rassen die de Founders vaak vreesden en onderdrukten. Zij bestuurden het rijk meedogenloos om, volgens henzelf, orde te scheppen in de chaos van het universum.